# 帝国会议

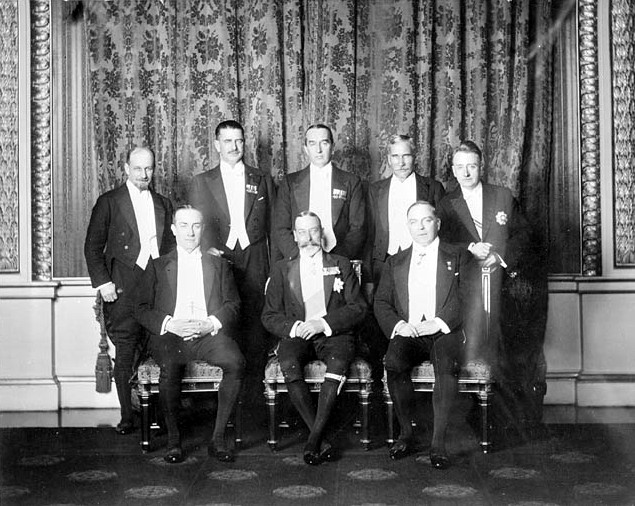
1926年，乔治五世国王（前中部）与他的首相们。站立（从左到右）：（纽芬兰）、（新西兰）、斯坦利·布鲁斯（澳大利亚）、巴里·赫尔佐格（南非联盟）、威廉·托马斯·科斯格雷夫（爱尔兰自由邦）。座位：斯坦利·鲍德温（英国）、乔治五世国王、威廉·里昂·麦肯齐·金（加拿大）。

帝国会议（英語：Imperial Conferences），1907年之前称为殖民地会议（英語：Colonial Conferences），是1887年至1937年间，大英帝国内各自治政府和领地政府领导人与英国政府的定期会议。1944年转型成为英联邦内各个总理定期会议。帝国会议历史上总共举行了13次会议，集中发生在19世纪末至第二次世界大战爆发。
会议通常在大英帝国的首都伦敦举行，历史上只有1894年和1932年两次会议在加拿大自治领的渥太华举行。1907年会议正式将殖民地会议更名为帝国会议，并将其周期化，以取代过去仅在各自治领领导人及政府官员在英国本土拜访王室时随机召开会议的传统。

## 历史会晤
| 年份   | 会议时间           | 主办国       | 会议城市 | 会议场所                          | 会议主席                                                |
| ------ | ------------------ | ------------ | -------- | --------------------------------- | ------------------------------------------------------- |
| 1887年 | 4月4日至5月6日     | 英国         | 伦敦     | 布卢姆茨伯里理事會大廈 (倫敦大學) | 罗伯特·加斯科因·塞西尔                                  |
| 1894年 | 6月28日至7月9日    | 加拿大自治领 | 渥太华   | 中央大樓                          | 麦肯齐·鲍威尔                                           |
| 1897年 | 6月24日至7月8日    | 英国         | 伦敦     | 白廳殖民地部                      | 约瑟夫·张伯伦                                           |
| 1902年 | 6月30日至8月11日   | 英国         | 伦敦     | 白廳殖民地部                      | 约瑟夫·张伯伦                                           |
| 1907年 | 4月15日至5月14日   | 英国         | 伦敦     | 白廳殖民地部                      | 亨利·坎贝尔·班纳曼                                      |
| 1911年 | 5月23日至6月20日   | 英国         | 伦敦     | 白廳殖民地部                      | H·H·阿斯奎斯                                            |
| 1917年 | 3月21日至4月27日   | 英国         | 伦敦     | 白廳殖民地部                      | 大衛·勞合·喬治                                          |
| 1918年 | 6月12日至7月26日   | 英国         | 伦敦     | 白廳殖民地部                      | 大衛·勞合·喬治                                          |
| 1921年 | 6月20日至8月5日    | 英国         | 伦敦     | 白廳殖民地部                      | 大衛·勞合·喬治                                          |
| 1923年 | 10月1日至11月8日   | 英国         | 伦敦     | 白廳殖民地部                      | 斯坦利·鲍德温                                           |
| 1926年 | 10月19日至11月22日 | 英国         | 伦敦     | 白廳殖民地部                      | 斯坦利·鲍德温                                           |
| 1930年 | 10月1日至11月14日  | 英国         | 伦敦     | 白廳殖民地部                      | 拉姆齐·麦克唐纳                                         |
| 1932年 | 7月21日至8月18日   | 加拿大       | 渥太华   | 加拿大国会山庄下议院会议厅        | 理查德·贝德福德·贝内特                                  |
| 1937年 | 5月14日至6月24日   | 英国         | 伦敦     |                                   | 斯坦利·鲍德温 （至5月28日） 内维尔·张伯伦 （5月28日起） |

## 重要会议
会议最初的目的是为了实现大英帝国的统一，会议成为了各自治领政府与英国政府间移除殖民纽带及状态，迈向完全自治和与母国平等的场合。1926的帝国会议上，各方同意了《1926年貝爾福宣言》，该份宣言承认各个大英帝国内的自治领从今往后将与联合王国（英国）以相同的地位在帝国内存在，并以 "英联邦王国（当时应称为英联邦领域，英文：British Commonwealth of Nations）" 的形式在国际关系中存在。
1930年帝国会议决定废除英国议会在帝国体制内的最高立法权，该决定通过《殖民法律有效法》以及其他帝国法律实践，这项决定以英国议会（当时作为大英帝国立法机构）法案的方式通过，最终成为《1931年西敏法令》的一部分；1930年帝国会议首次邀请了自治殖民地南罗德西亚的加入，但其并非自治领。

## 转型成为英联邦会议
伴随第二次世界大战的结束，帝国会议被英联邦总理会议所取代。在1944年至1969年间，会议共举行了17次，除一次会议外，其他会议均举行在伦敦。1971年，随着英国国力锐减及各殖民地独立，英联邦总理会议更名为英聯邦政府首腦會議（CHOGM），并在此后每两年举行一次，直至现代。